# Can Cuc
|  | Per a altres significats, vegeu «Can Cuc de la Muntanya». |

Can Cuc és una masia al nord de la vila d'Anglès (Selva), a la sortida en direcció Olot, catalogada com a bé cultural d'interès local.

## Història
Era la casa pairal dels Cuc, nissaga de clergues, notaris, pagesos i nobles. El any 1300 és esmentat un tal Arnau Cuc, notari del castell d'Anglès, i el mas també apareix al fogatge de 1497. Francesc Cuc (†1644), capità del Tribunal del Sant Ofici, fou sepultat a Sant Miquel d'Anglès. Precisament, a la finestra principal, en un alt relleu figurat a tocar de la part dreta de l'ampit, hi ha un escut amb el nom de FRANCE(s)C CUC. Almenys des del segle xvii, el mas tenia el privilegi d'explotació d'una barca que creuava el riu Ter.
Als segles xviii-xix era propietat dels Ribot, que el 1883 el vengueren als Burés, que van comprar també totes les terres per a disposar així de més aigua per a la seva fàbrica, inaugurada el 1887 i propera al mas. Tanmateix, edificaren una nova residència a tocar del mas, l'actual Vil·la Eulàlia.

## Arquitectura
És una casa d'estructura rectangular, de tres plantes i coberta de doble vessant. És excepcional tant en la part exterior com en la interior, ja que, a part de conservar l'estructura original, conté un nombre extraordinari de relleus, escuts, inscripcions, decoració figurada, humana i animal, i marcs d'obertura de pedra treballada. Totes les obertures són emmarcades de pedra sorrenca i, les del primer pis, decorades profusament.
La façana principal consta, a la planta baixa, d'un gran portal adovellat en forma d'arc de mig punt, de dues finestres petites i d'un banc corregut a banda i banda de l'accés principal. A la dovella clau de la portada principal hi ha un relleu emmarcat amb les abreviatures JESÚS i MARIA. El primer pis té dues finestres gòtiques a banda i banda de la finestra central, d'estructura renaixentista. Les finestres gòtiques tenen arcades conopials, llindes formades per dos blocs i muntants i ampits motllurats. La finestra principal i central, formada per una gran llinda monolítica, està ricament decorada. Hi ha tres nivells de motllures, un escut nobiliari amb tres cucs sostingut per dos personatges infantils nus, dos homes de mig cos amb escuts a banda i banda de l'ampit motllurat, brancals amb columnes simulades i traceries i lligadures decoratives, capitells a nivell de les impostes amb forma de caps humans (masculí, femení i infantils als diferents nivells de motllura) i caps fent sonar corns o trompetes als extrems superiors. El segon pis té tres finestres petites de pedra, la central de les quals és més gran. La majoria de les finestres tenen els suports en forma de tres blocs que deixen entreveure una petita espitllera.
Altres finestres dignes de menció són les del pati interior empedrat, sobretot una finestra cantonera renaixentista (actualment mig tapada) datada de 1594 amb l'ampit motllurat i decoració de conxes a les impostes. Pel que fa al lateral occidental, cal destacar la torreta adossada amb funcions de desaiguat i lavabo i el pont connector amb l'antic molí, salvant el camí que portava a La Cellera de Ter. Actualment, el molí és d'una propietat diferent i l'accés queda tallat.<ref
A l'interior, dins el primer pis, hi ha una llinda, decorada amb conxes a les impostes, datada de 1587. Al segon pis, la part més degradada, hi ha, a l'arrebossat de la part interior del costat de la façana, una inscripció gravada a l'arrebossat de calç interior que, envoltant l'anagrama de Jesús i una creu, diu 1595. La finestra cantonera del pati està datada de 1594.
Dels interiors cal destacar sobretot els emmarcaments de les portes d'accés als dos dormitoris originals, dins la gran sala principal del primer pis. Aquests accessos, fets de grans blocs de pedra, tenen els ampits, els muntants i les llindes treballats ricament amb forma d'estructures arquitectòniques simulades, columnes, cassetons, motllures interiors, frisos i figuració humana en forma de caps masculins, femenins i infantils. Aquesta decoració és molt similar a la de la gran finestra del primer pis de la façana principal, sobretot pel que fa als caps humans i els caps que toquen els corns.
A l'interior d'un dels dormitoris existeixen un seguit de mènsules monolítiques que suporten l'embigat de fusta amb un programa iconogràfic tant curiós com excepcional. Hi ha una alternança de caps humans i animals i centralitzant l'atenció simètricament, dos personatges d'esquena mostrant i obrint el seu cul. Aparentment, té un sentit de comicitat i divertiment, encara que de difícil interpretació amb precisió per manca de referents i contextos immediats.
A més, en altres zones de la casa hi ha altres inscripcions i relleus, com a la part posterior, on hi ha unes obertures en forma d'arc de mig punt amb caps emmarcats en quadrats i, en una d'elles, una gallina i un cànid als brancals, prop d'on hi ha una mena de petit munta-càrregues que connecta el primer pis amb la planta baixa.
Les finestres solen tenir banquetes o seients de pedra a la seva part interior, sobretot a les grans finestres de la façana del primer pis.